# В Країні невивчених уроків
В країні невивчених уроків (рос. В стране невыученных уроков) — радянський мальований мультфільм кіностудії Союзмультфільм 1969 року, знятий за мотивами однойменної повісті Лії Гєраскіної.

## Сюжет
Ледар та двієчник Віктор Перестукін не хоче вчитися а хоче пригод. Якось його бажання виконається і він потрапляє за допомогою своїх підручників в країну невивчених уроків. Вони кажуть якщо він не подолає труднощі то він залишиться там назавжди. В країні невивчених уроків Віктор Перестукін зустрічається зі своїми помилками - коровою яку він назвав м'ясоїдною твариною, пів землекопа з неправильно вирішеною задачею, потрапивши на південь з білим ведмедем. У кінці пригод у палаці граматики його чекала найбільша небезпека: у приговорі "стратити не можна помилувати" було необхідно правильно поставити кому. Віктор успішно виконав завдання, повернувся додому і вирішив гарно вчитися.

## Творці
- Автор сценарію: Лія Гєраскіна
- Режисер: Юрій Притков
- Художник-постановник: Олександр Волков
- Композитор: Нектаріос Чаргейшвілі
- Оператор: Михайло Друян
- Звукооператор: Борис Фільчиков
- Редактор: Аркадій Снесарєв
- Монтажер: Єлена Тертична
- Асистенти: Алла Горева, Наталія Орлова, Н.Наяшкова
- Художник-мультиплікатори: Володимир Арбеков, Віктор Ліхачов, Ігор Підгорський, Світлана Жутовська, Рената Міренкова, Маріна Восканьянц Анатолій Солін, Леонід Каюков, Галіна Баринова
- Художники: В. Максимович, Аркадій Шер, О. Голеніцька, Віра Харитонова, Єлена Танненберг
- Директор картини: А. Зоріна
- Актори: 
  - Марія Виноградова — Віктор Перестукін
  - Микола Літвінов — радіоприйомник
  - Леонід Харітонов — кіт Кузя
  - Анастасія Георгієвська — корова
  - Григорій Шпигель — Знаки оклику і питання
  - Олексій Грибов — Дієслово наказового способу
  - Клара Рум'янова — Кома, „Географія“
  - Анатолій Папанов — землекопи, білий ведмідь
  - Олександр Баранов — „Російська мова“, „Аріфметика“